# Peacock Heights
Peacock Heights är en kulle i Antarktis. Den ligger i Östantarktis. Australien gör anspråk på området. Toppen på Peacock Heights är 2 600 meter över havet, eller 753 meter över den omgivande terrängen. Bredden vid basen är 3,0 km.
Terrängen runt Peacock Heights är kuperad åt sydost, men åt nordväst är den bergig. Trakten är obefolkad. Det finns inga samhällen i närheten. 